# 떠이호
떠이호(西湖, 베트남어: Hồ Tây / 湖西)는 베트남 하노이에 있는 민물 호수이다. 호반의 둘레 길이는 약 17km이며, 면적은 5km2이다. 이곳은 하노이에서 가장 큰 호수로 주변에 공원, 호텔, 빌라들이 많아서 여가활동으로 인기 있는 장소 중 하나이다. 떠이호의 일부는 타인니엔 도로에 의해 분할되어 쭉박호를 형성했다. 인접한 떠이호군은 떠이호의 이름을 딴 것이다.

## 역사
떠이호는 홍강의 곡선부에 형성되었으며, 베트남의 여러 전설에 등장한다. 전설 중 하나에 따르면 떠이호는 낙룡군(Lạc Long Quân)과 구미호와의 전투 이후에 형성되었으며, 그 이유는 한때 호수가 여우 사체 늪(Đầm Xác Cáo)이었기 때문이다. 또 다른 민담에서는 이 호수의 원래 이름은 송아지가 사라진 후 황소의 난동으로 형성되었기 때문에 ‘호쩌우방’(베트남어: Hồ Trâu Vàng, 베트남어: Hồ Kim Ngưu / 湖金牛)라고 주장했다. 11세기에 호수는 안개가 낀 상태 때문에 ‘안개 호수’(베트남어: Hồ Dâm Đàm / 호덤담)로 명명되었다. 결국 호수의 이름은 레테통 왕의 이름인 두이담(Duy Đàm)과 피하기 위해 1573년에 떠이호(西湖)로 바뀌었다.
떠이호는 하노이와 베트남의 역사에서 많은 중요한 장소와 접하고 있다. 베트남에서 가장 오래된 탑인 쩐꾸옥 사원, 6세기 리비에 의해 세워졌으며, 떠이호 중앙의 작은 섬 위에 세워져 있다. 쩐꾸옥 사원 근처에 있는 꽌타인 사당은 고대 하노이의 4대 성소 중의 하나였다. 베트남에서 가장 오래된 고등학교 중 하나인 추반안 고등학교도 떠이호 인근에 자리잡고 있다.

## 같이 보기
- 쭉박호

## 참고자료
- Agar, Charles (2006). 《Frommer's Vietnam》. John Wiley and Sons. ISBN 0-7645-9676-4.